# 十月维新

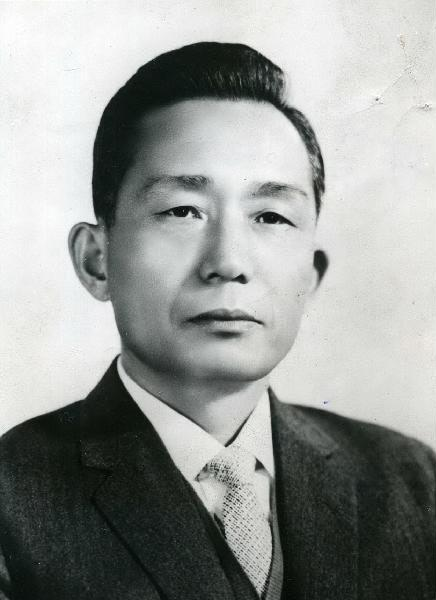
时任韩国总统朴正熙通過维新憲法全面實行独裁统治。

十月维新（韓語：10월 유신），是指时任韩国总统朴正熙於1972年10月17日为谋求终身独裁统治，对其自身政权发起的自我政变。通过此次政变，朴正熙建立起了韩国历史上完全军事独裁的第四共和国。

## 歷史
1970年代，东西方国际形势出现缓和。美国不再认为共产主义的威胁对韩国尤为重要。根据尼克松主义，美国开始减少对韩国国防所承担的义务，并越来越有可能与中华人民共和国建立外交关系。在韩国国内，新民党的重新崛起和风起云涌的民主运动，使朴正熙试图通过改宪来谋取连任的计划受阻。国际、国内的形势发展对朴正熙政权构成了严重的危机:184-185:78:166-167。1972年10月17日，朴正熙以实现朝鲜半岛统一和应对急剧变化的国际形势需要改革现有体制为由，发布《非常戒严令》，宣布全国戒严，现行宪法作废，解散国会，禁止一切政治活动，所有大学停课，新闻、报纸、电视台实现军事管制，史称“十月维新”政变:184-185:81:76:287。当天，朴正熙还发布了《总统特别宣言》。10月27日，朴正熙政府颁布了《志在祖国和平统一的宪法修正案》，即《维新宪法》。11月23日，经国民投票获得65%的通过:184-185:76:167。
《维新宪法》主要内容包括：改国民直接投票选举总统的直接选举制度为由统一主体国民会议间接选举总统；废除总统连任的限制，只要获得统一主体国民会议200名以上议员的推荐，就可以成为总统候选人；总统具有紧急措施权、解散国会权等超宪法权力；总统有权任命占总数三分之一的议员和法官；国会议员选举由小选区制改为每区同时选出执政党和在野党议员各一名，以限制在野党在国会的批评能力。此外，总统候选人必须在选举日之前在国内居住时间满五年以上。由于朴正熙的主要竞争对手金大中在日本长期接受创伤治疗，此项规定实际上使得金大中无法参选。宪法修正案由国会提出，由统一主体国民议会表决通过。有50名以上议员联名提出议案，就可以将某个议员赶出议会。:185-186:79:167-168
同年12月15日，朴正熙根据《维新宪法》第35条，组织了“统一主体国民会议”，并进行了议员选举。同年12月23日，朴正熙作为唯一的总统候选人被统一主体国民会议选举为韩国第8任总统，任期6年:186:79:168。1973年2月27日，韩国举行国会议员选举。执政的共和党获得70个议席，新民党等在野党获得52席，根据总统推荐，统一主体国民会议间接选举出73席。这样执政党实际占有国会143席的压倒多数。:186:77:169
通过十月维新，朴正熙将国家元首、政府最高长官、内阁主席、國軍統帥、国家安全委员会主席、统一主体国民会议议长等大权集为一身，把其独裁统治发展到了无以复加的地步:186:169。在其独裁的第四共和国，朴正熙利用宪法所赋予的非常措施权，对社会实现全面的超强管制。朴正熙在总统秘书室专家的帮助下，制定每年的重大决策，并在年末通过记者招待会向全国发布。每年1月，朴正熙会视察政府各部门，听取年底计划报告，当场作出决定或指示。每年2月份，他会视察每个道，检查各项政策的落实情况。每个季度，朴正熙会听取各部处的汇报，并分析和审查其工作情况。朴正熙的独断专行一方面有助提高了行政办事效率，第四共和国时期的韩国经济继续保持了高速发展的态势。但同時贫富差距进一步拉大、物价上涨、地区发展不平衡，大财阀的垄断导致竞争的不合理等问题同时也变得更加严重:187:169。